# Mikołajki
Mikołajki (Duits: Nikolaiken) is een stad in het Poolse woiwodschap Ermland-Mazurië, gelegen in de powiat Mrągowo. De oppervlakte bedraagt 8,85 km², het inwonertal 3849 (2005).
Het oude kerkdorp in Mazurië werd voor het eerst genoemd in 1444 als Nickelsdorf. De stad is vernoemd naar de kerkpatroon Sint Nicolaas, de patroonheilige van de vissers. Vanaf 1610 heette de plaats Nikolaiken. De drie nederzettingscentra Koniec en Koslau waren in de 18e eeuw zo ver aan elkaar gegroeid dat de stad in 1726 stadsrechten kreeg van de Pruisische koning Friedrich Wilhelm I. In 1911 werd Nikolaiken aangesloten op het spoorwegnet. Vanwege de ligging aan het Śniardwymeer is de visserij altijd een belangrijke bedrijfstak geweest. 
Dankzij de bepalingen van het Verdrag van Versailles stemde de bevolking in het stemgebied Allenstein, waartoe Nikolaiken behoorde, op 11 juli 1920 over de vraag of ze deel zouden blijven uitmaken van Oost-Pruisen (en dus van Duitsland) of zich bij Polen zouden aansluiten. In Nikolaiken stemden alle 1.800 inwoners om deel uit te blijven maken van Oost-Pruisen; Polen kreeg geen stemmen. 
Tot 1945 behoorde de stad tot het district Sensburg in het administratieve district Allenstein van de provincie Oost-Pruisen. Tijdens de Tweede Wereldoorlog was Nikolaiken een van de weinige steden in Oost-Pruisen die niet werd verwoest. 
Tegen het einde van de Tweede Wereldoorlog werd de stad eind januari 1945 tijdens de Oost-Pruisische operatie bezet door het Rode Leger. Kort daarna werd Nikolaiken door de Sovjet-Unie onder het bestuur van het communistische regime van de Volksrepubliek Polen geplaatst in overeenstemming met de Overeenkomst van Potsdam. De stad kreeg de Poolse plaatsnaam Mikołajki. Toen begon de toestroom van Polen. Het merendeel van de bewoners werd, als ze niet al gevlucht waren, in 1945 verdreven of in de naoorlogse jaren hervestigd. De Duitse bewoners mochten later niet meer terugkeren naar hun eigendommen.
Zelfs vóór de oorlog was Nikolaiken een toeristische trekpleister. Tegenwoordig is de plaats een van de grootste toeristische centra - vooral voor watersporten - in Mazurië. IJszeilen is een bijzondere attractie in de winter.

## Geboren in Mikołajki
- Rudolf Gercke (1884-1947), Duitse generaal in de Tweede Wereldoorlog

## Verkeer en vervoer

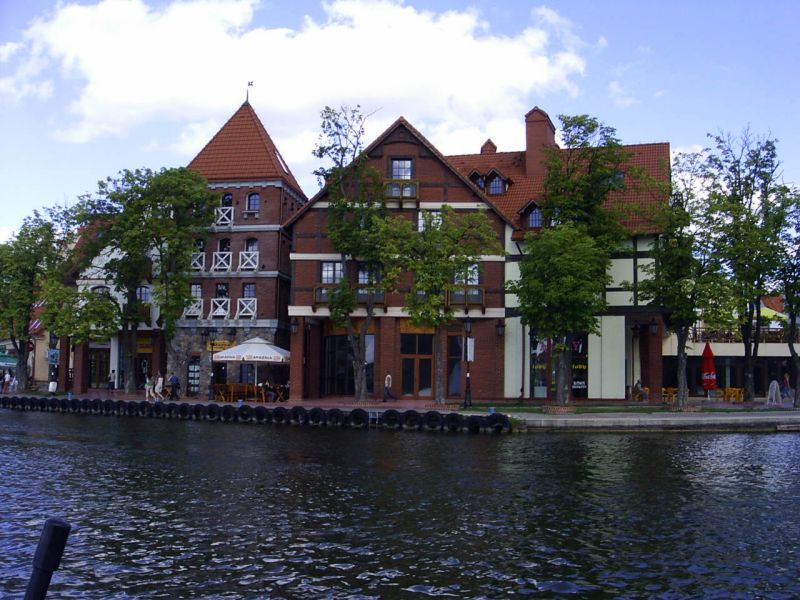
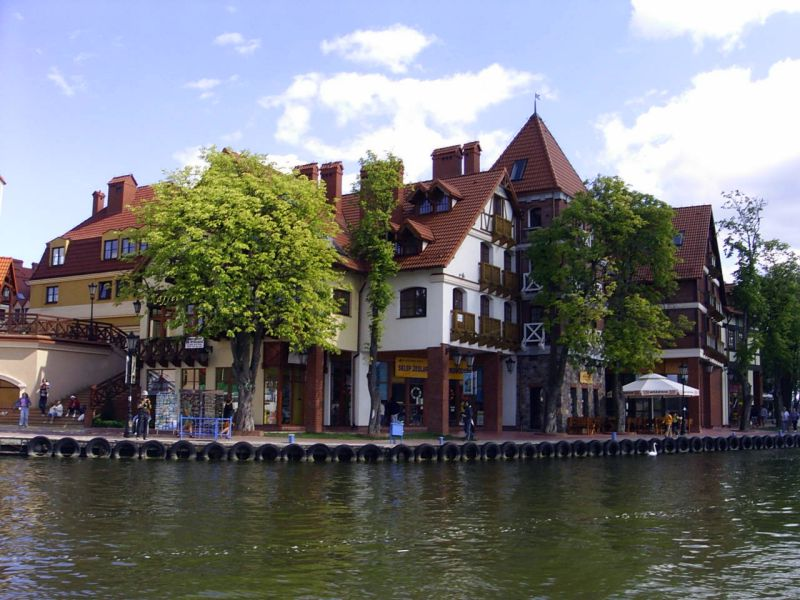

- Station Mikołajki